# Henryk Grzybowski
Henryk Grzybowski (Varsó, 1934. július 17. – Varsó, 2012. november 17.) válogatott lengyel labdarúgó, hátvéd, olimpikon.

## Pályafutása

### Klubcsapatban
1949 és 1967 között a Legia Warszawa labdarúgója volt, ahol két lengyel bajnoki címet és négy kupagyőzelmet ért el az együttessel.

### A válogatottban
1957 és 1960 között tíz alkalommal szerepelt a lengyel válogatottban. Tagja volt az 1960-as római olimpiai játékokon részt vevő csapatnak.

## Sikerei, díjai
Legia Warszawa
- Lengyel bajnokság
  - bajnok (2): 1955, 1956
- Lengyel kupa
  - győztes (4): 1955, 1956, 1964, 1966

## Statisztika

### Mérkőzései a lengyel válogatottban
| Lengyelország | Lengyelország        | Lengyelország                     | Lengyelország | Lengyelország | Lengyelország | Lengyelország      | Lengyelország | Lengyelország |
| #             | Dátum                | Helyszín                          | Hazai         | Eredmény      | Vendég        | Kiírás             | Gólok         | Esemény       |
| ------------- | -------------------- | --------------------------------- | ------------- | ------------- | ------------- | ------------------ | ------------- | ------------- |
| 1.            | 1957. június 23.     | Moszkva, Központi Lenin Stadion   | Szovjetunió   | 3 – 0         | Lengyelország | vb-selejtező       | -             |               |
| 2.            | 1957. július 5.      | Helsinki, Olimpiai Stadion        | Finnország    | 1 – 3         | Lengyelország | vb-selejtező       | -             |               |
| 3.            | 1957. szeptember 29. | Szófia, Levszki stadion           | Bulgária      | 1 – 1         | Lengyelország | barátságos         | -             |               |
| 4.            | 1957. november 24.   | Lipcse, Zentralstadion (GDR)      | Lengyelország | 0 – 2         | Szovjetunió   | vb-selejtező       | -             |               |
| 5.            | 1959. október 14.    | Madrid, Santiago Bernabéu stadion | Spanyolország | 3 – 0         | Lengyelország | NEK-selejtező      | -             |               |
| 6.            | 1960. május 4.       | Glasgow, Hampden Park             | Skócia        | 2 – 3         | Lengyelország | barátságos         | -             |               |
| 7.            | 1960. május 19.      | Moszkva, Központi Lenin Stadion   | Szovjetunió   | 7 – 1         | Lengyelország | barátságos         | -             |               |
| 8.            | 1960. június 26.     | Chorzów, Stadion Śląski           | Lengyelország | 4 – 0         | Bulgária      | barátságos         | -             |               |
| 9.            | 1960. augusztus 29.  | Livorno, Ardenza Stadion (ITA)    | Dánia         | 2 – 1         | Lengyelország | olimpiai C csoport | -             |               |
| 10.           | 1960. november 13.   | Budapest, Népstadion              | Magyarország  | 4 – 1         | Lengyelország | barátságos         | -             | 46'           |
|               | Összesen             |                                   |               | 10            | mérkőzés      |                    | 0             | gól           |